# Харлес, Эмиль
Эмиль Харлес (нем. Emil Harleß; 22 октября 1820, Нюрнберг — 16 февраля 1862, Мюнхен) — немецкий физиолог, педагог, профессор Мюнхенского университета, доктор наук.

## Биография
Сын торговца. Брат теолога Адольфа Харлеса. Внук гуманиста Готлиба Кристофа Харлеса.
Изучал медицину, физику и химию в университетах Берлина и Вюрцбурга.
В 1846 году получил докторскую степень в Эрлангене.
В 1848 году окончил университет и в качестве приват-доцента начал читать лекции по физиологии в Мюнхене, там же в 1849 г. назначен профессором.
Известен весьма ценными исследованиями в области сравнительной анатомии и физиологии и гистологии. Экспериментировал с селитрой на животных. Вместе с Эрнстом фон Бибра в 1847 г. предположил, что эфир частично растворяет жировые компоненты в центральной нервной системе и они затем откладываются в печени.
Из многочисленных его работ заслуживают особого внимании:
- «Ueber die functionell verschiedenen Partieen des Rückenmarks der Amphibien» («Müll. Arch.», 1846);
- «Die Muskelirritabilität» (Мюнхен, 1851);
- «Theorie und Anwendung des Seitendruckspirometers» (там же, 1855);
- «Lehrbuch der plastischen Anatomie» (Штутгарт, 1856—1858);
- «Moleculäre Vorgänge in der Nervensubstanz» (4 ч., там же, 1858—1861);
- «Die elementaren Functionen der kreatürlichen Seele» (там же, 1862);
- «Zur inneren Mechanik der Muskelzuckung» (там же, 1863).

В 1851 г. Э. Харлес издал руководство по физиологии под заглавием: «Populäre Vorlesungen aus dem Gebiet der Physiologie und Psychologie» (Брауншвейг).